# Батина шутка
«Батина шутка» — короткая шутка, часто игра слов, обычно рассказанная батей и представленная в виде одной реплики или вопроса и ответа, но не повествования. Батины шутки, как правило, безобидны и рассказываются с искренним юмористическим намерением, либо же с целью вызвать негативную реакцию в ответ на их глупость и простоту.
Многие батины шутки являются примерами анти-шуток, поскольку создают юмористический эффект за счёт намеренно не смешного панчлайна
Типичный пример батиной шутки выглядит следующим образом: ребенок говорит бате: «Я голоден», на что батя отвечает: «Привет, Голоден, я батя».
Хотя точное происхождение термина «батина шутка» неизвестно, писатель Gettysburg Times написал страстную защиту этого жанра в июне 1987 года под заголовком «Не запрещайте батины шутки; сохраняйте и цените их». Термин «батина шутка» упоминался в американском ситкоме «Как я встретил вашу маму» в 2008 году и в австралийской викторине Spicks and Specks в 2009 году В сентябре 2019 года Merriam-Webster добавила в словарь фразу «dad joke».

## Примеры
- Я не знаю, что самое лучшее в Швейцарии, но флаг — это большой плюс.
- Я случайно купил жене клей-карандаш вместо помады. Она обиделась и до сих пор со мной не разговаривает.
- В: Почему трудно продать игрушечную зебру? О: На ней не найдешь штрихкод.